# Delphinium favargeri
Delphinium favargeri är en ranunkelväxtart som beskrevs av C. Blanchi, J. Molero och J. Simon. Delphinium favargeri ingår i släktet storriddarsporrar, och familjen ranunkelväxter. Inga underarter finns listade i Catalogue of Life.